# Norton Shores
Norton Shores – miasto (city) w hrabstwie Muskegon, w zachodniej części stanu Michigan, w Stanach Zjednoczonych, położone nad jeziorem Michigan, w zespole miejskim Muskegon–Norton Shores. W 2013 roku miasto liczyło 23 998 mieszkańców.